# Chaoyangsaurus youngi
Chaoyangsaurus youngi ("lagarto de Chaoyang de Yang Zhongjian") es la única especie conocida del género extinto Chaoyangsaurus dinosaurio ornitisquio chaoyangsáurido, que vivió a  finales del período Jurásico Superior, hace aproximadamente 150,8 y 145,5  millones de años, en el Titoniense, en lo que hoy es Asia.

## Descripción
Chaoyangsaurus fue un dinosaurio pequeño, con piernas y patas ligeras, volante óseo muy corto y aún no desarrollado, pico pequeño, sin de cuernos y cuerpo grácil y delgado. Chaoyangsaurus, como todos los ceratópsidos, era herbívoro, por lo que se alimentaba de las plantas predominantes de la era, como helechos, cicádeas y coníferas. Considerado en un principio anterior a la separación de ceratópsidos y paquicefalosaurios, este animal es conocido por un cráneo, mandíbula, de siete vértebras cervicales, de un húmero, y un omóplato.

## Descubrimiento e investigación
Los primeros fósiles de Chaoyangsaurus fueron descubiertos en Chaoyang, una ciudad de la provincia de Liaoning, China. Debido a que se han encontrados escasos huesos de este dinosaurio, se desconoce su longitud, altura y peso. Fue nombrado en 1999 y el nombre específico se le da en honor al paleontólogo chino Yang Zhongjian conocido como C. C. Young.
A diferencia de la mayoría de los dinosaurios, Chaoyangsaurus ha sido parte de numerosas discusiones antes de su publicación oficial. Como resultado de esto, varias diversas formas de su nombre se han conocido y son consideradas como nomina nuda. El primero de estos nombres, Chaoyoungosaurus, aparecía en la guía turística en la exposición de un museo japonés, y era el resultado de una transcripción incorrecta. Zhao en 1983 también utilizó esta forma cuando se discutió la especie, así que es técnico un nomen nudum. Dos años más adelante, Zhao en 1985 utilizó otra vez esta forma temprana cuando él asignó un tipo espécimen y nombre de la especie, Chaoyoungosaurus liaosiensis.
De acuerdo con Dong en 1992, el nombre Chaoyoungosaurus ha sido oficialmente descrito en un trabajo de Zhao y Cheng en 1983, pero no hay ninguna cita sobre este trabajo. Dong, en su trabajo de 1992 en un documento sobre el tema, también a enmendado el nombre a la forma "correcta" de Chaoyangosaurus. No fue sino hasta 1999 que el dinosaurio finalmente recibió un nombre oficial. Sereno en 1999 utilizó el nombre Chaoyangsaurus en una descripción general de la taxonomía ceratopsiana. Una vez más, ese nombre era un nomen nudum ya que no incluía una descripción. Sin embargo, en diciembre de ese año, Cheng, Zhao, y Xu publicaron una descripción oficial usando el nombre Chaoyangsaurus youngi, y como es el primer nombre para este género que no es nomen nudum, tiene prioridad oficial sobre el resto de las formas que se han utilizado.

## Clasificación
Chaoyangsaurus fue uno de los primeros miembros de Ceratopsia, un grupo de dinosaurios herbívoros con picos de como loro el que durante el Cretácico vivían en lo que hoy es América del Norte y Asia. Chaoyangsaurus vivió antes que Protoceratops y Psittacosaurus, que se consideran algunos de los primeros miembros de la familia Ceratopsia. Fua asignado a Chaoyoungosauroidea por Zhao en 1983, a Psittacosauridae por Zhao en 1985, y a Chaoyangosauridae por Dong en 1992. y confirmado por Zhao et al. en 2006, Han et al. y Zheng et al. en 2015,